# ロックンロール県庁所在地
『ロックンロール県庁所在地』（ロックンロールけんちょうしょざいち）は、森高千里が作詞・作曲した楽曲。

## 概要
都道府県の県庁所在地（県名と県庁所在地名が異なる場合は「北海道は札幌」という風に）と名物をメドレーで歌い上げていくという楽曲。1992年に発売された森高自身のアルバム『ペパーランド』に初収録された。
森高がパーソナリティを務めるニッポン放送のラジオ番組『スタジオピーチベリー』で、「県庁所在地の名前が変わる話があるんですけど、どうするんですか?」というような視聴者からのハガキに対して、はっきり「何回でも歌いなおします」と述べており、実際に埼玉県の県庁所在地は、1992年の発表当時は「浦和」であったが、2001年に「さいたま」に変更されている。2003年にミニモニ。が発表したカバー曲で、初めてさいたまに変更したバージョンを発表した。森高自身も、2012年にデビュー25周年を迎えた記念で行ったYouTubeの「森高千里公式チャンネル」において、セルフカバーで歌詞を「さいたま」に変更したバージョンを披露している。
歌い込まれている名物のうち、「しもつかれ」や「城下かれい」は、発表当時は全国的な知名度はあまりなかった。

## 発売日と曲名
- 1992年11月18日 - 「ロックンロール県庁所在地」としてアルバム『ペパーランド』に収録
- 1993年4月10日 - 「ロックンロール県庁所在地（シングル・ヴァージョン）」としてシングル『私の夏』に収録
- 1995年3月25日 - 「ロックンロール県庁所在地 '95」としてアルバム『DO THE BEST』に収録
- 2003年4月9日 - 「ロックンロール県庁所在地〜おぼえちゃいなシリーズ〜」としてミニモニ。がシングルを発売。初めて、埼玉県の県庁所在地を「浦和」→「さいたま」に変更して歌われた（以後のカバー版も同様）。なお森高とミニモニ。は同じ事務所（アップフロントエージェンシー。現：アップフロントプロモーション）に所属する。
- 2008年2月20日 - 西本修の絵本『はじめての日本地図絵本　歌って覚える47都道府県』（世界文化社、ISBN 978-4-41-808801-0）にこの曲のCD（高瀬"makoring"麻里子によるカバー。カラオケ付き）が付属。
- 2011年3月23日 - 子供向けCD『うたって覚えよう!〜九九のうた、県庁所在地』に高瀬"makoring"麻里子によるカバーを収録。
- 2012年11月7日 - Dream5がシングル『シェキメキ!』にカバーを収録。